# National Highway 8 (Indien)
National Highway 8 (NH 8) ist eine Hauptfernstraße im Westen des Staates Indien mit einer Länge von 1.375 Kilometern. Sie führt durch die Bundesstaaten Delhi, Haryana, Rajasthan, Gujarat und Maharashtra und verbindet die indische Hauptstadt Neu-Delhi mit der Finanzmetropole Mumbai.
Der Streckenabschnitt in Gujarat von Ahmedabad nach Vadodara wird als National Expressway 1 bezeichnet.

## National Highways Development Project
- Fast die gesamte Länge des NH 8 wurde durch das National Highways Development Project als Teil des Golden Quadrilateral ausgewählt.